# Yoshimura Daishiro
Yoshimura Daishiro (16 tháng 8 năm 1947 - 1 tháng 11 năm 2003) là một cầu thủ bóng đá người Nhật Bản.

## Đội tuyển bóng đá quốc gia Nhật Bản
Yoshimura Daishiro thi đấu cho đội tuyển bóng đá quốc gia Nhật Bản từ năm 1970 đến 1976.

## Thống kê sự nghiệp
| Đội tuyển bóng đá Nhật Bản | Đội tuyển bóng đá Nhật Bản | Đội tuyển bóng đá Nhật Bản |
| Năm                        | Trận                       | Bàn                        |
| -------------------------- | -------------------------- | -------------------------- |
| 1970                       | 4                          | 1                          |
| 1971                       | 6                          | 2                          |
| 1972                       | 8                          | 1                          |
| 1973                       | 3                          | 0                          |
| 1974                       | 7                          | 2                          |
| 1975                       | 6                          | 1                          |
| 1976                       | 12                         | 0                          |
| Tổng cộng                  | 46                         | 7                          |